# 알렉산드르 디탸틴
알렉산드르 니콜라예비치 디탸틴(러시아어: Алекса́ндр Никола́евич Дитя́тин, 1957년 8월 7일 ~ )은 소비에트 연방의 체조 선수이며, 소비에트 연방 스포츠의 명예 석사이다. 1980년 모스크바 올림픽에서 총 8개의 메달(금 3, 은 4, 동 1)을 획득하여 단 하나의 올림픽에서 가장 많은 메달 획득의 기록을 세웠다. 미국의 수영 선수 마이클 펠프스는 2004년과 2008년 하계 올림픽에서 그 기록을 동등하게 하였다.
레닌그라드에서 태아나 레닌그라드 디나모 스포츠 사회에서 활약한 디탸틴은 1976년 몬트리올 올림픽에 첫 국제 데뷔를 하여 단체 운동과 링 운동에서 2개의 은메달을 획득하였다. 4년 후, 모스크바 올림픽에서 단체와 개인 종합 운동, 링에서 금메달을 획득하고 4개의 은메달(안마, 도마, 평행봉, 철봉), 1개의 동메달(마루 운동)을 추가하여 그 대회에서 가장 성공적인 선수가 되었다. 2008년 8월로 보아서, 그는 단 하나의 올림픽에서 8개의 체조 종목을 각각 메달을 획득한 단 하나의 선수로 남아있다. 모스크바 올림픽이 끝난 후, 훈련 중에 심한 부상을 당하여 자신의 경력을 끝냈다.
디탸틴은 레닌그라드 레스카프트 체육 연구소를 졸업하였다. 명예 기장 훈장(1976), 레닌 훈장(1980)이 수여되었고, 1980년과 1995년 사이에 레닌그라드 OKPP의 총감독을 지냈고, 1995년 이래 풀코보 국제공항의 경감을 지내왔다. 그는 러시아 국경 수비대의 중령이다.
2004년 국제 체조 명예의 전당에 헌액되었다.